# Arnaud Le Lan
Arnaud Le Lan (Pontivy, 22 maart 1978) is een Franse voetballer (verdediger) die sinds 2008 voor de Franse eersteklasser FC Lorient uitkomt. Met Lorient won hij in 2002 de Coupe de France.

## Carrière
- 1996-2002: FC Lorient
- 2002-2005: Stade Rennes
- 2005-2008: EA Guingamp
- 2008- nu : FC Lorient